# Мистецький арсенал

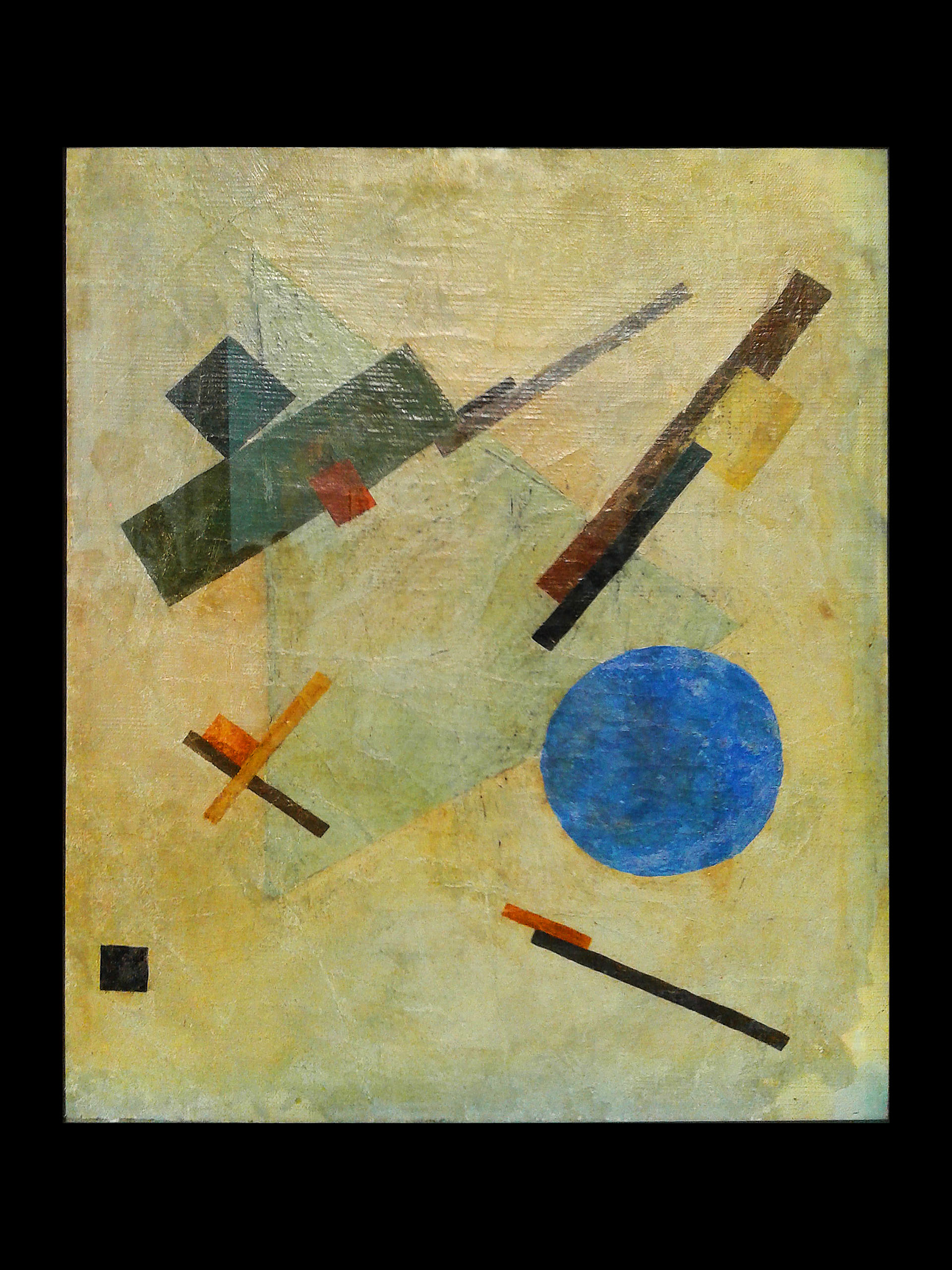
Казимир Малевич. Супрематическая композиция 1. 1916. Экспонат «Мистецького арсенала»

«Мисте́цький арсена́л», в русской транскрипции «Мыстэ́цькый арсэна́л» (с укр. — «Арсенал искусств»), — национальный культурно-художественный и музейный комплекс в Киеве, созданный по инициативе президента Украины Виктора Ющенко в 2006 году.

## История

### Инициирование проекта
«Мистецький арсенал» — проект, единолично инициированный президентом Украины Виктором Ющенко с целью создания на Украине художественного и музейного комплекса европейского уровня. Концептуальные основы создания и функционирования комплекса одобрены указом Президента Украины № 415 от 22 мая 2006 года.

### Здание арсенала
В XVII веке на этом месте располагался Вознесенский девичий монастырь. В 1683—1707 годах игуменьей в этом монастыре была мать гетмана Ивана Мазепы — Мария-Магдалина Мазепина. На средства гетмана и его матери в 1701—1705 годах вместо деревянной Вознесенской церкви был возведён каменный храм. Перестроили в камне также и церковь Покрова Богородицы.
По приказу русского царя Петра І в августе 1706 года на этом месте была заложена Киево-Печерская цитадель. Фортификационные укрепления строились силами размещённых в Киеве украинских полков под надзором гетмана Мазепы. Монахинь перевели во Флоровский монастырь на Подоле. Вознесенский храм просуществовал до 1798 года, а территория, обнесённая стенами, ранее принадлежавшая монастырю, была передана в ведение Артиллерийского ведомства.
Здание, где расположили комплекс «Мистецький арсенал», находится в стенах военного арсенала, построенного в 1783—1801 годах по проекту генерала-поручика Ивана Меллера. Сам Меллер проектировал здание с учётом его возможного перепрофилирования, так как писал о своей работе: «Наступит время, и вы увидите, что я построил это здание не для крепости, а для людей».
С начала XIX века в здании арсенала находились военные склады, мастерские по ремонту оружия и конной амуниции, кузница. На протяжении XX века здание использовалось для военных нужд по своему прямому назначению.

### Выставочный центр
Здание «Мистецького арсенала» является памятником архитектуры национального значения Украины.
В настоящее время на территории центра продолжаются реставрационно-восстановительных работы, однако в помещениях Старого арсенала уже проходят многочисленные выставки, художественные акции и концерты. Был показан проект «Город Снега» Марии Павленко.
Площадь здания «Мистецького арсенала» — 50 000 м².

### Крупные проекты
- В августе 2009 года экспонировался проект De Profundis, посвященный истории украинского пластического искусства.
- Летом 2012 года в «Мистецьком арсенале» прошла Первая Киевская международная биеннале современного искусства.

## Галерея

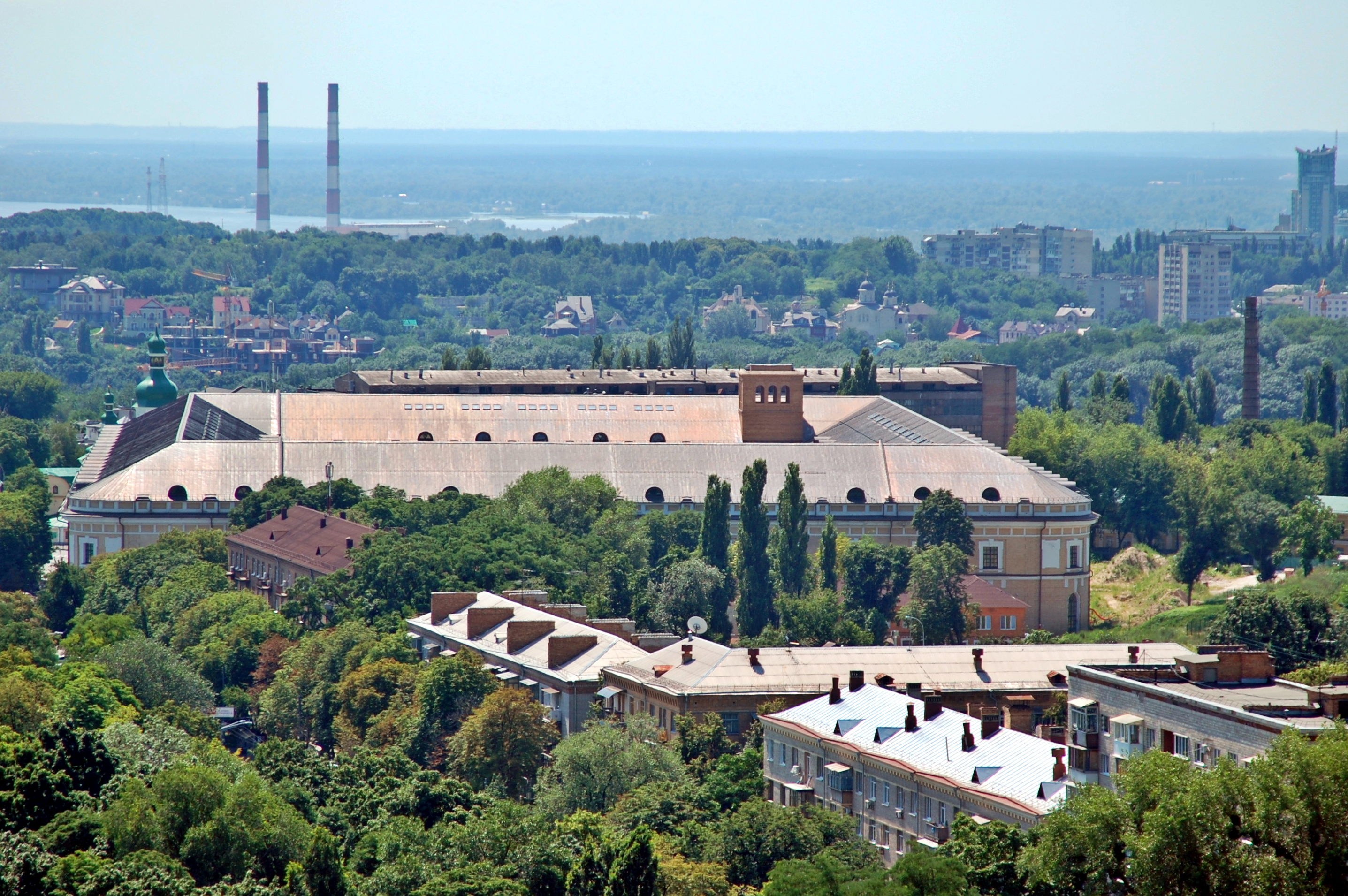
Общий вид
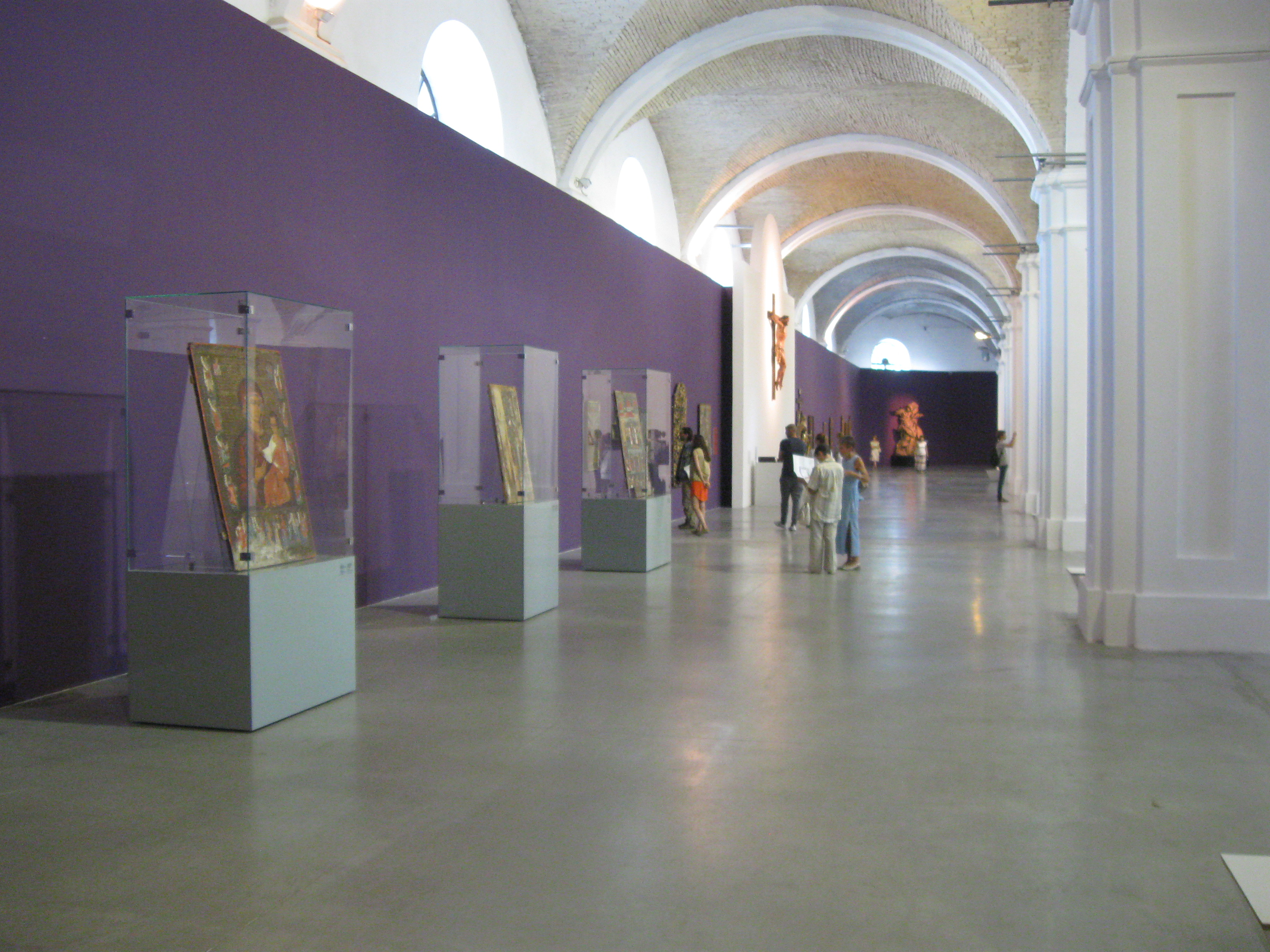
Музейные галереи
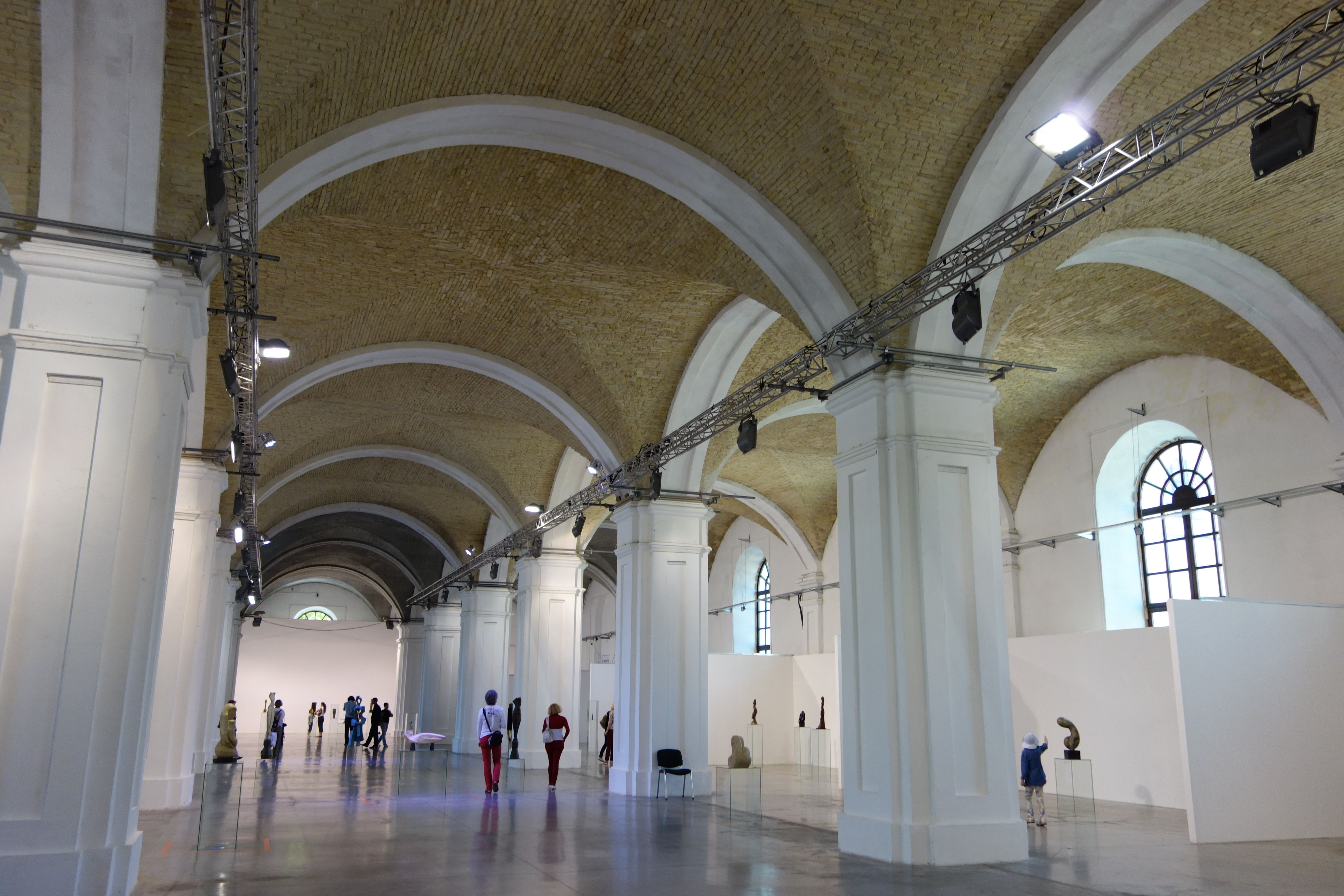
Музейные галереи
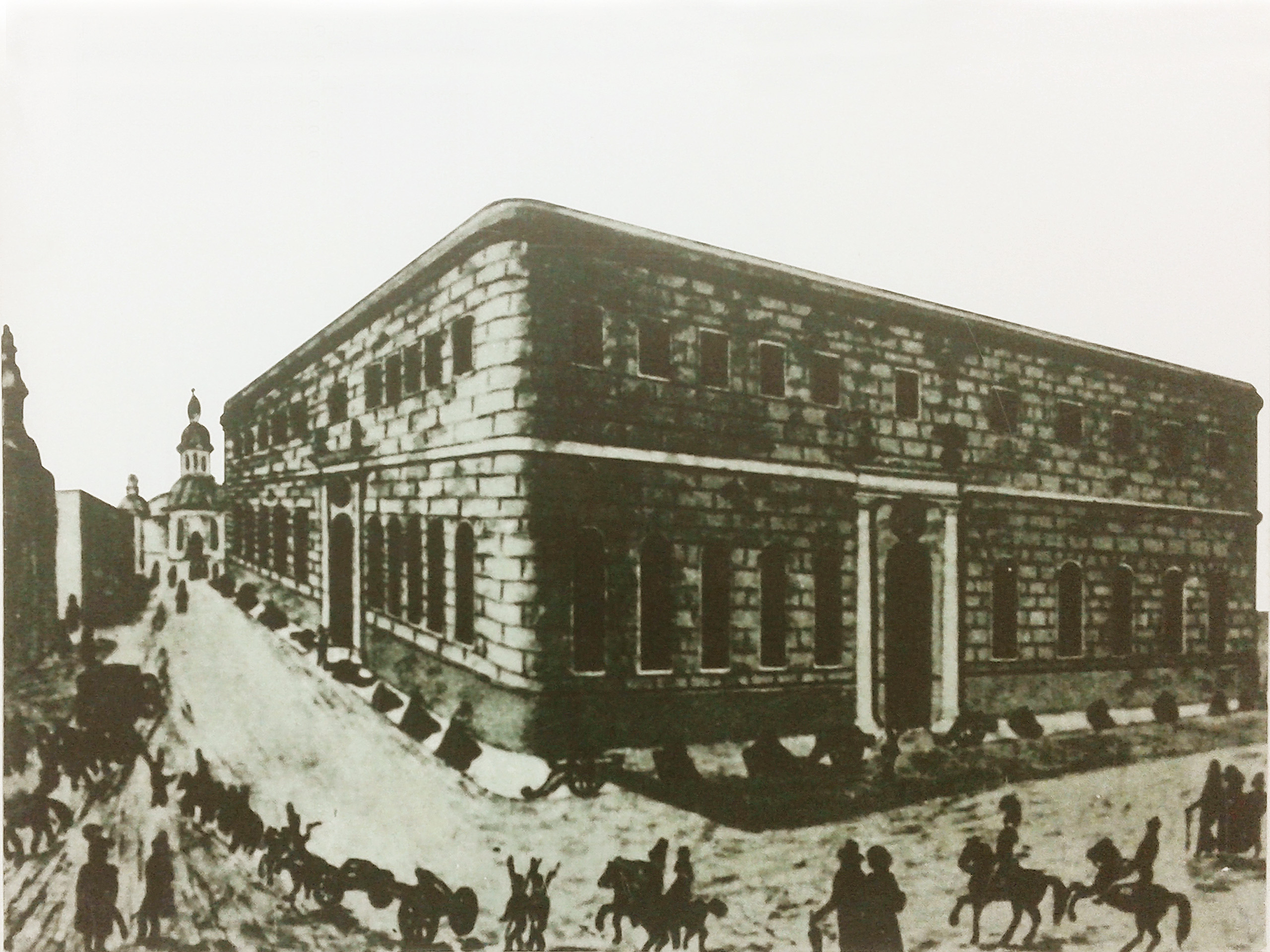
Киевский арсенал (XVIII в.)
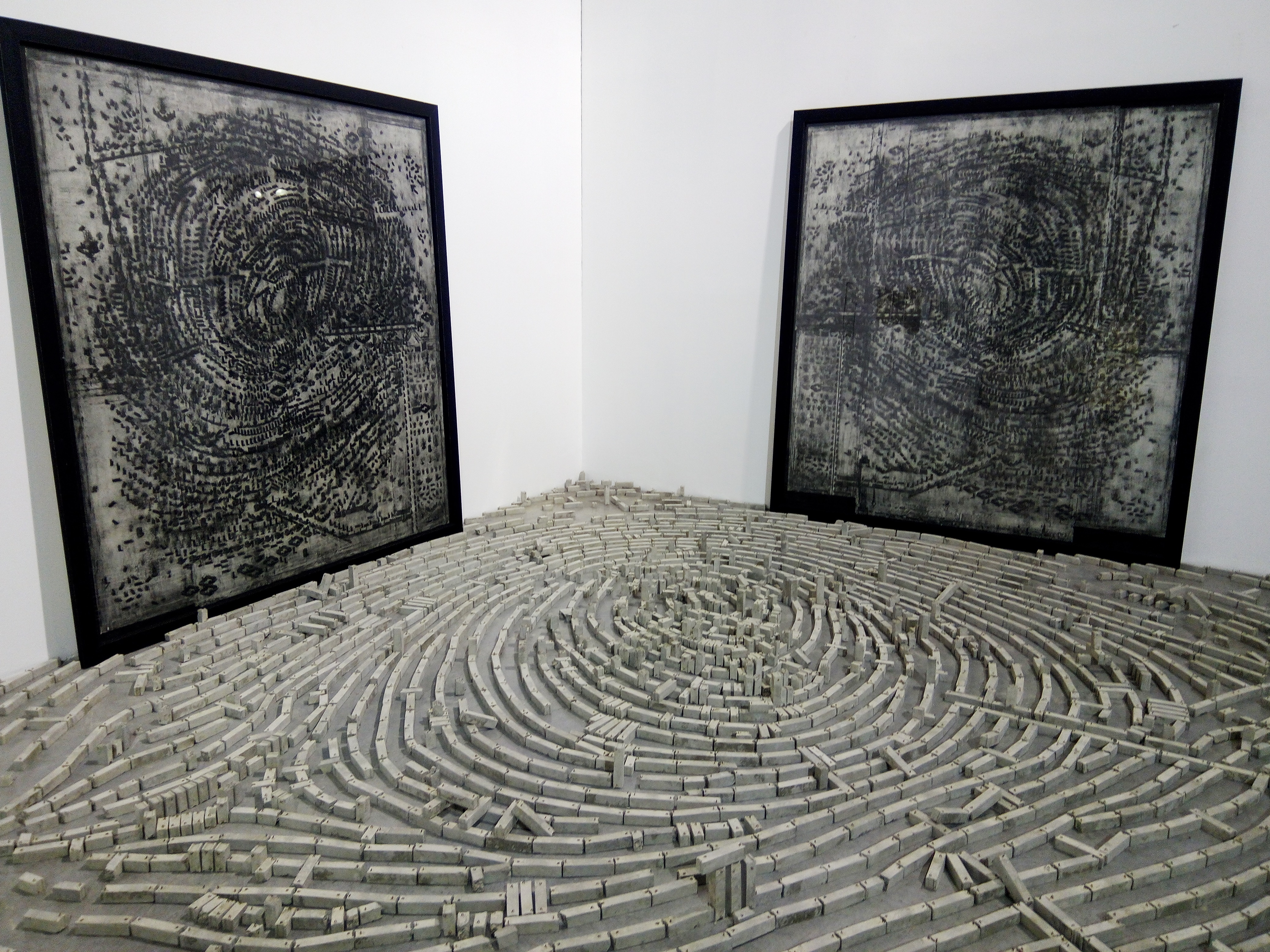
Экспозиция «Отпечаток»